# Osoriella rubella
Osoriella rubella är en spindelart som först beskrevs av Eugen von Keyserling 1891.  Osoriella rubella ingår i släktet Osoriella och familjen spökspindlar. Inga underarter finns listade i Catalogue of Life.